# Augusto Vieira de Oliveira
Augusto Vieira de Oliveira (Rio de Janeiro, 4 juni 1930 - aldaar, 26 augustus 2004) was een Braziliaans voetballer, bekend onder zijn spelersnaam Tite. Hij is de oom van voetballer Léo. 

## Biografie
Tite begon zijn carrière bij Goytacaz en maakte in 1947 de overstap naar de grote club Fluminense. Van 1951 tot 1958 speelde hij voor Santos en won er twee keer het Campeonato Paulista mee. Hij stond mee aan de wieg van de legendarische elftallen die met sterspeler Pelé alle prijzen wonnen die er te winnen waren. Na een jaar bij Corinthians keerde hij terug naar Santos. Met deze club won hij nog drie keer het staatskampioenschap en in 1962 en 1963 de Copa Libertadores en intercontinentale beker. 
Hij debuteerde in 1957 voor de nationale ploeg in een vriendschappelijke wedstrijd tegen Portugal. 